# Enginyeria aeroespacial

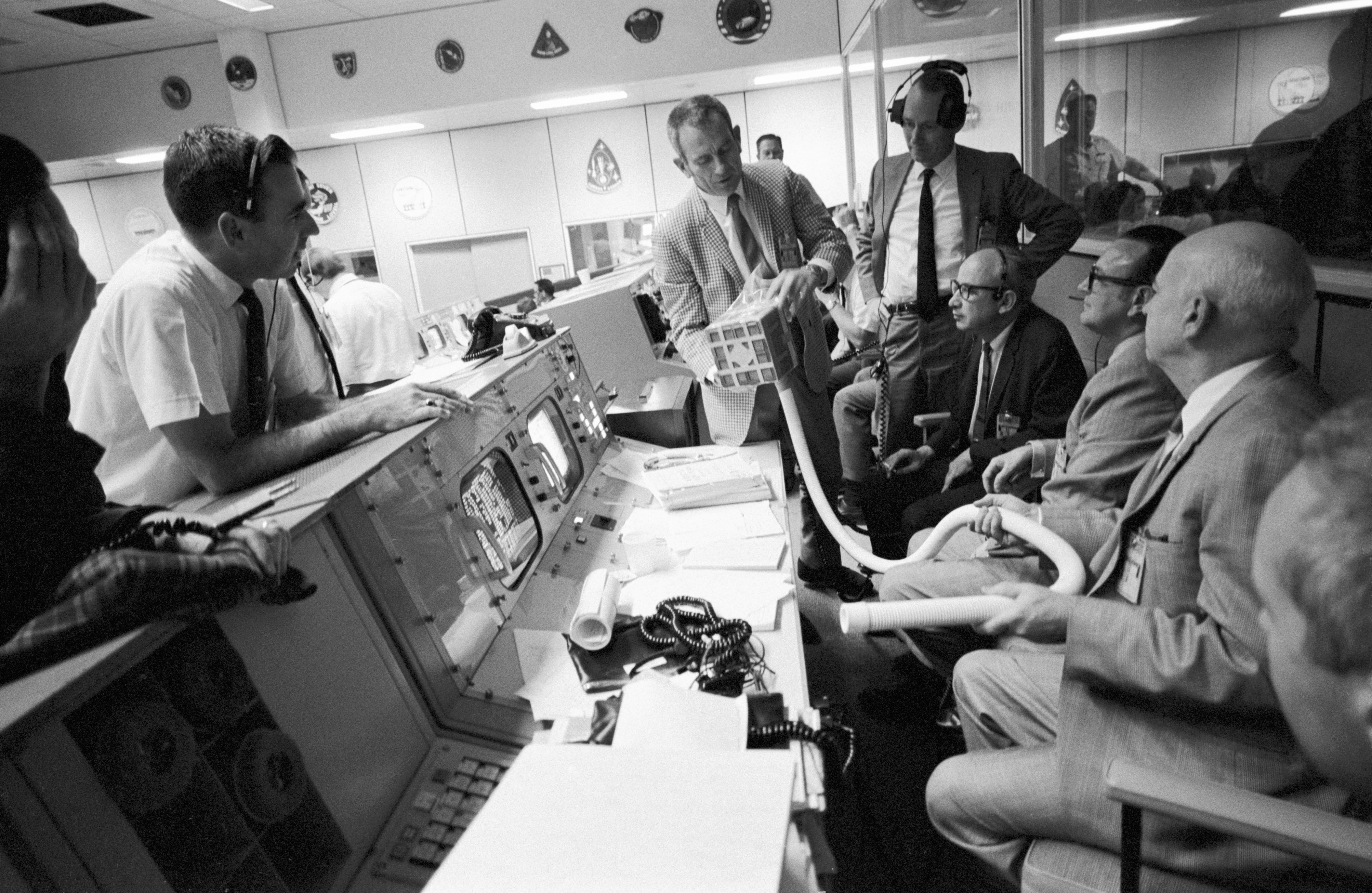
Enginyers de la NASA al Control de Missió de l'Apollo 13.

L'enginyeria aeroespacial és la branca principal de l'enginyeria darrere el disseny, construcció i ciència d'aeronaus i naus espacials. Es divideix en dues branques principals superposades: l'enginyeria aeronàutica i l'enginyeria astronàutica. La primera tracta de vehicles que es queden dins de l'atmosfera de la Terra, i la segona de vehicles que operen fora de l'atmosfera terrestre.
L'enginyeria aeroespacial tracta amb el disseny, construcció, i l'aplicació de la ciència darrere les forces i propietats físiques dels avions, coets, aeronaus i vehicles espacials. El camp també cobreix les seves característiques aerodinàmiques i comportaments, superfícies sustentadores i de control, sustentació, resistència i altres propietats. L'enginyeria aeroespacial no s'ha de confondre amb els diversos altres camps d'enginyeria que intervenen en el disseny d'aquests vehicles complexos. Per exemple, el disseny d'aviònica d'aeronaus, encara que sens dubte fa part del sistema globalment, seria més aviat considerat enginyeria elèctrica, o potser enginyeria informàtica. El sistema de trens d'aterratge d'un avió pot caure en el camp de l'enginyeria mecànica, i així successivament. És típicament una àmplia combinació de moltes disciplines que constitueix l'enginyeria aeronàutica.
Mentre que l'«enginyeria aeronàutica» va ser el terme original, el terme més ampli «aeroespacial» l'ha superat en l'ús, mentre la tecnologia de vol avançava per incloure operacions de vehicles a l'espai exterior. L'enginyeria aeroespacial, especialment la branca d'astronàutica, es coneix col·loquialment en anglès com rocket science («ciència de coets»).

## Informació general
Les aeronaus sofreixen condicions severes, com les diferències en la pressió atmosfèrica i temperatura, amb càrregues estructurals aplicades als components del vehicle. Consegüentment, són normalment els productes de diverses disciplines tecnològiques i d'enginyeria incloent-hi aerodinàmica, propulsió, aviònica, ciència de materials, anàlisi estructural i manufactura. Aquestes tecnologies es coneixen col·lectivament com l'«enginyeria aeroespacial». A causa de la complexitat del camp, l'enginyeria aeroespacial es porta a terme per un equip d'enginyers, cada un especialitzat en les seves pròpies branques de ciència.
El desenvolupament i fabricació d'un vehicle aeri modern és un procés extremadament complex i requereix acurat equilibri i compromís entre capacitats, disseny, tecnologia disponible i costos. Els enginyers aeroespacials dissenyen, proven i supervisen la fabricació d'aeronaus, naus espacials i míssils. Els enginyers aeroespacials desenvolupen noves tecnologies per al seu ús en aviació, sistemes de defensa i d'exploració espacial.

## Història

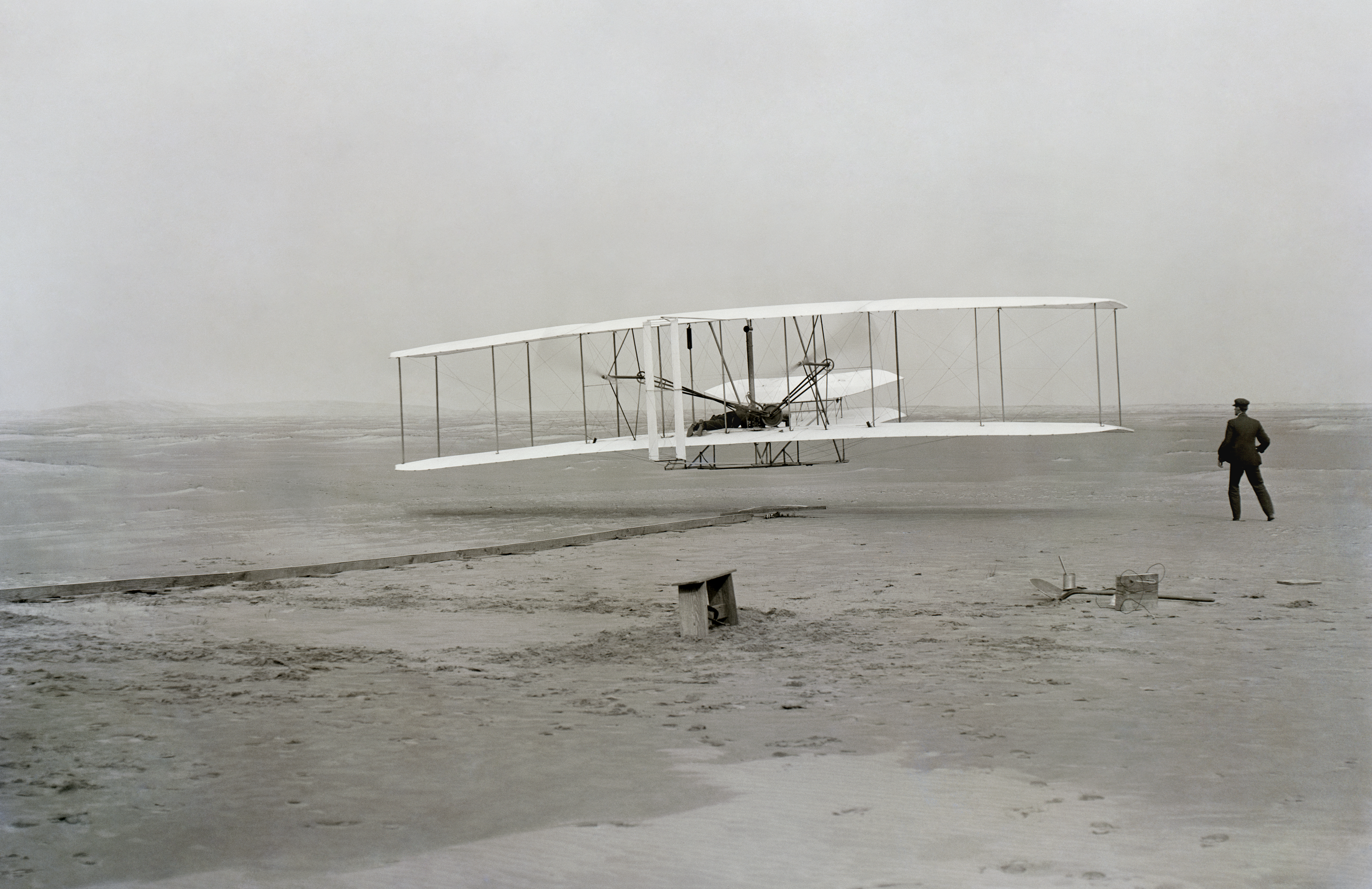
Orville i Wilbur Wright van volar el Wright Flyer el 1903 a Kitty Hawk, Carolina del Nord.

L'origen de l'enginyeria aeroespacial es remunta als pioners de l'aviació de finals del segle XIX i principis del segle xx, encara que el treball de Sir George Cayley data de l'última dècada del segle xviii fins a intervinguts del segle xix. Una de les persones més importants a la història de l'aeronàutica i pioner en enginyeria aeronàutica, a Cayley se li acredita com la primera persona a separar les forces d'elevació i resistència, que afecten qualsevol vehicle de vol atmosfèric.
El coneixement d'hora de l'enginyeria aeronàutica va ser en gran part empíric, amb alguns conceptes i habilitats importats d'altres branques de l'enginyeria. Alguns elements clau, com la dinàmica de fluids, van ser entesos per científics del segle xviii.
Al desembre de 1903, els Germans Wright van realitzar el primer vol sostingut i controlat d'un avió propulsat més pesat que l'aire, amb una durada de 12 segons. La dècada de 1910 va veure el desenvolupament de l'enginyeria aeronàutica a través del disseny d'avions militars de la Primera Guerra Mundial.
Entre la Primera i la Segona Guerra Mundial, es van fer grans avenços en aquest camp, accelerats per l'adveniment de l'aviació civil convencional. Els avions notables d'aquesta època inclouen el Curtiss JN 4, el Farman F.60 Goliath i el Fokker Trimotor. Els avions militars notables d'aquest període inclouen el Mitsubishi A6M Zero, el Supermarine Spitfire i el Messerschmitt Bf 109 de Japó, Regne Unit i Alemanya respectivament. Un desenvolupament significatiu en l'enginyeria aeroespacial es va produir amb el primer avió propulsat per motor de reacció operatiu, el Messerschmitt Me 262, que va entrar en servei el 1944 cap al final de la Segona Guerra Mundial.
La primera definició d'enginyeria aeroespacial va aparèixer el febrer del 1958, considerant l'atmosfera de la Terra i l'espai exterior com un sol àmbit, abastant així tant les aeronaus "aeroespacials" com les naus espacials sota el terme recentment encunyat "aeroespacial".
En resposta al fet que l'URSS llancés el primer satèl·lit, l'Spútnik 1, a l'espai el 4 d'octubre de 1957, els enginyers aeroespacials nord-americans van llançar el primer satèl·lit nord-americà el 31 de gener de 1958. L'Administració Nacional d'Aeronàutica i de l'Espai va ser fundada en 1958 com a resposta a la Guerra Freda. En 1969, es va dur a terme l'Apollo 11, la primera missió espacial humana a la lluna. Va veure tres astronautes entrar en òrbita al voltant de la Lluna, amb dues, Neil Armstrong i Buzz Aldrin, visitant la superfície lunar. El tercer astronauta, Michael Collins, va romandre en òrbita per trobar-se amb Armstrong i Aldrin després de la seva visita.

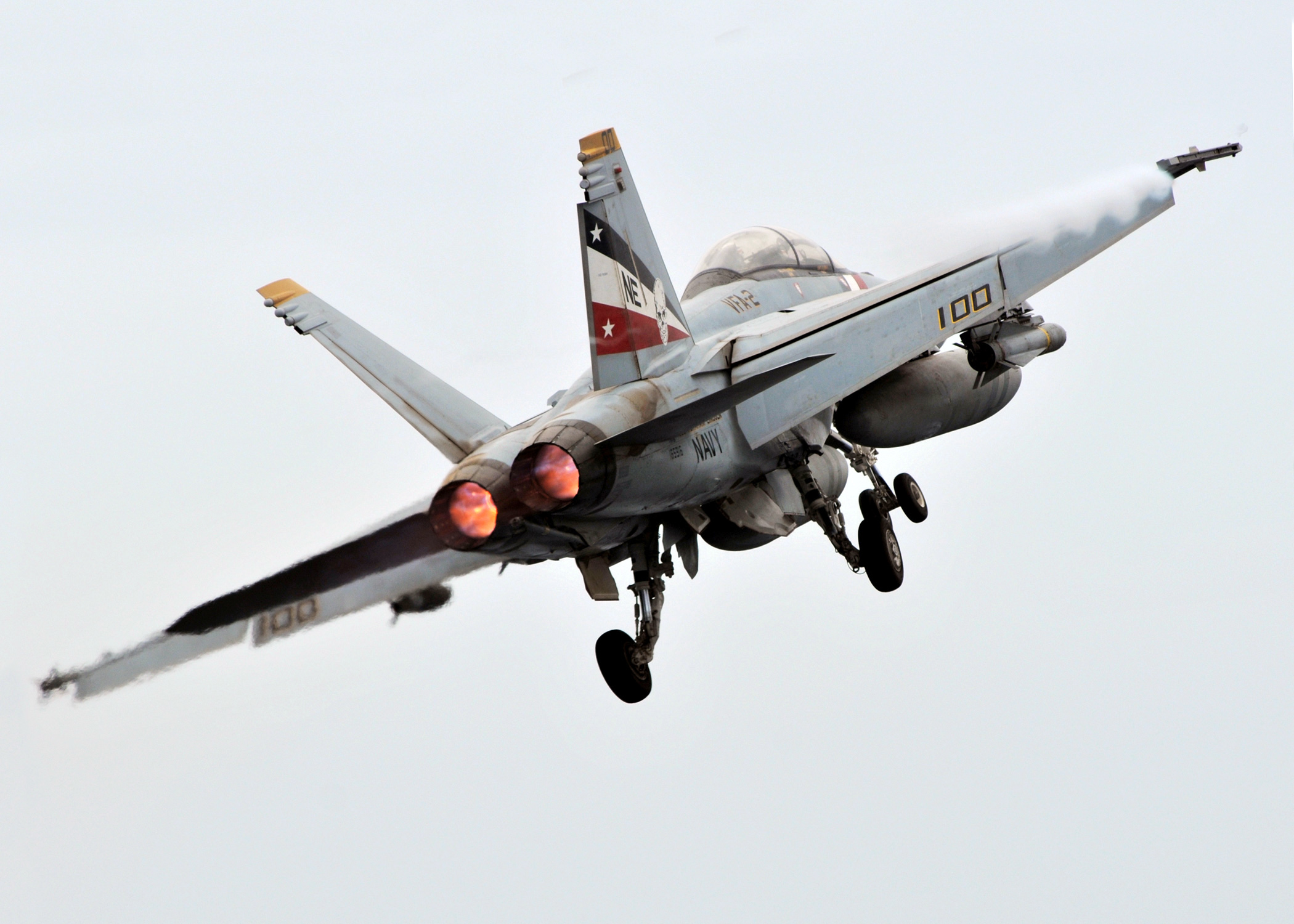
Un F/A-18 Super Hornet en vol, 2008

Una innovació important es va produir el 30 de gener de 1970, quan el Boeing 747 va realitzar el seu primer vol comercial de Nova York a Londres. Aquest avió va fer història i es va fer conegut com el "Jumbo Jet" o "Whale" degut a la seva capacitat per allotjar fins a 480 passatgers.
Un altre desenvolupament significatiu en l'enginyeria aeroespacial es va produir en 1976, amb el desenvolupament del primer avió de passatgers supersònic, el Concorde. El desenvolupament d'aquest avió va ser acordat per francesos i britànics el 29 de novembre del 1962.
El 21 de desembre de 1988, l'avió de càrrega Antonov An-225 Mriya va iniciar el seu primer vol. Té els rècords de l'avió més pesat del món, la càrrega transportada per aire més pesada i la càrrega transportada per aire més llarga, i té l'envergadura més ampla de qualsevol aeronau en servei operatiu.
El 25 d'octubre de 2007, l'Airbus A380 va realitzar el seu primer vol comercial de Singapur a Sydney, Austràlia. Aquest avió va ser el primer avió de passatgers a superar el Boeing 747 en termes de capacitat de passatgers, amb un màxim de 853. Encara que el desenvolupament d'aquest avió va començar el 1988 com a competidor del 747, l'A380 va realitzar el seu primer vol de prova l'abril de 2005.

## Professió
Un enginyer aeroespacial s'encarrega de calcular, dissenyar, projectar, optimitzar i modificar equips i sistemes mecànics utilitzats per la indústria aeronàutica i espacial, inclosos els seus processos de producció o manufactura, a més d'avaluar, planificar, dirigir, optimitzar i executar projectes d'enginyeria a un context multidisciplinari.
Alguns dels elements que competeixen a aquesta carrera són:
- Enginyeria mecànica: estudia els processos de fabricacions, manteniments i disseny d'aeronaus.
- Astrodinàmica: És la ciència que estudia el comportament dels objectes, naturals i artificials, a l'espai.
- Aerodinàmica: És l'estudi del moviment de fluids al voltant de les ales o altres objectes, o a través de túnels de vent (vegeu també sustentació i aeronàutica)
- Propulsió - És l'energia necessària per traslladar un vehicle a través de l'aire, o per a l'espai exterior. És generada per motors de combustió (usant diferents barreges de substàncies com gasolina, oxigen i hidrogen) tant a reacció com alternatius.
- Estructura: És l'estudi del disseny de la configuració física de la nau per suportar les forces trobades en el vol. Generalment, es cerca mantenir el pes més lleuger possible per obtenir un millor rendiment.
- Enginyeria dels materials: S'ocupa dels materials amb què es construeixen les estructures aeroespacials. Desenvolupa nous materials i modifica materials existents per adequar-ne les propietats a una aplicació específica.
- Aeroelasticitat - la interacció de forces aerodinàmiques i flexibilitat estructural, potencialment causant agitacions, separacions, etc.
- Aeroports: les infraestructures que defineixen la pista de vol, plataforma, torres de control, edificis terminals i ajuts a la navegació aèria, així com la seva gestió i coordinació amb la resta dels serveis involucrats com a combustible, handling, operacions, bombers, seguretat i manteniment.
- Informàtica - específicament concerneix al disseny i programació de qualsevol sistema de computació a bord d'una aeronau o una nau espacial ia la simulació de sistemes.

El fonament de la majoria d'aquests elements està en matemàtica teòrica, com ara la dinàmica de fluids per a l'aerodinàmica o les equacions de moviments per a la dinàmica de vol. Però també hi ha un gran component empíric. A la història, aquest component empíric va ser derivat de les proves amb models a escala i amb prototips, ja hagin estat en túnels de vent o en atmosferes lliures. Més recentment, els avenços en computació han permès l'ús de dinàmiques de fluid computaritzats per simular el comportament del fluid, reduint temps i despesa en proves al túnel de vent.

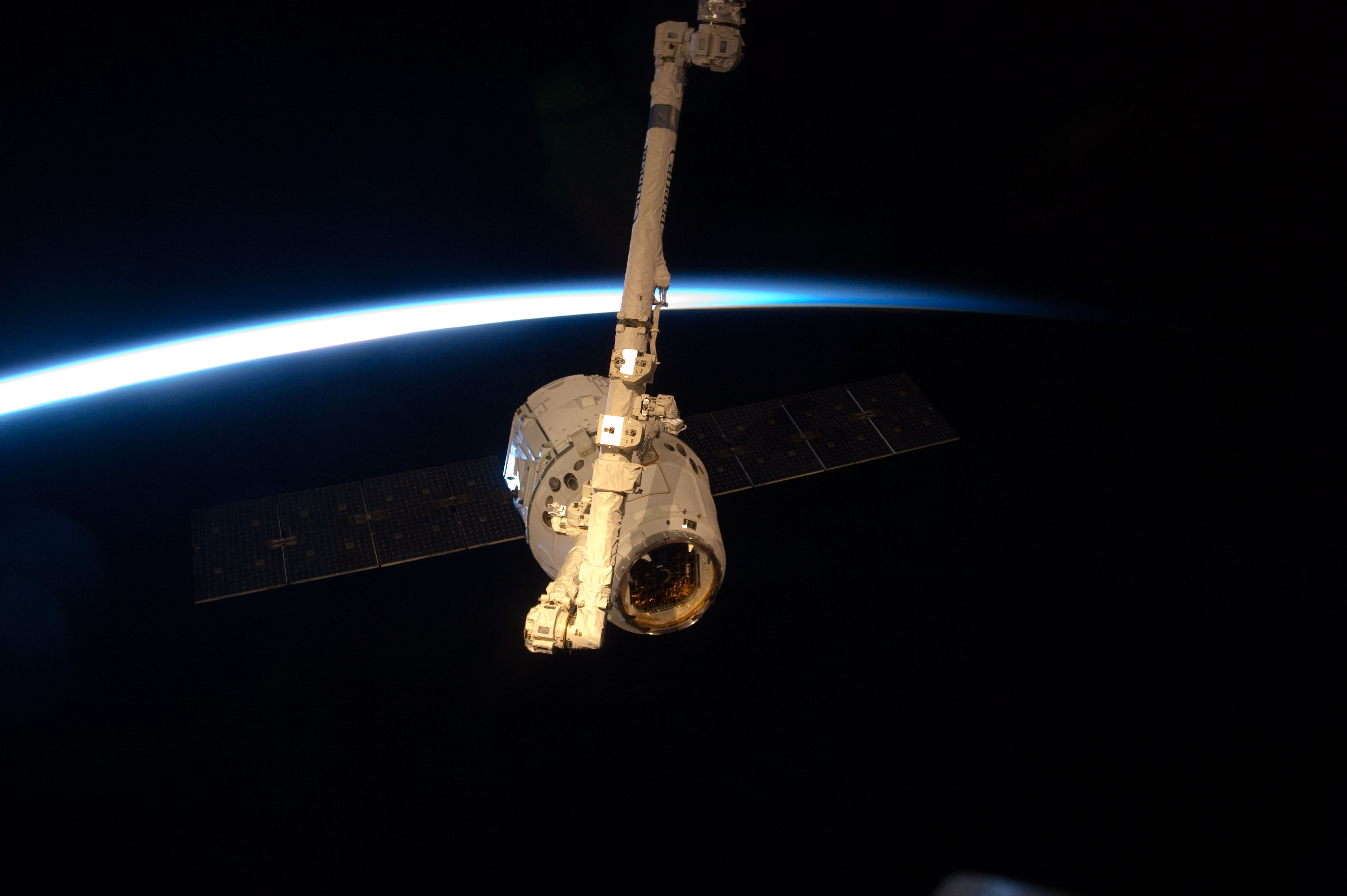
SpaceX Dragon gravitant l'òrbita de la Terra.

A més, l'enginyeria aeroespacial presta atenció a la integració de tots els components que constitueixen un vehicle aeronàutic (subsistemes que inclouen el de poder, comunicacions, el de control tèrmic, manteniment de vida, etcètera) i el seu cicle de vida (disseny, temperatura, pressió, radiació, velocitat i vida útil), així topant amb reptes extraordinaris i solucions específiques del domini de sistemes de l'enginyeria aeroespacial.

## A la cultura popular
El terme "científic espacial" es fa servir de vegades per descriure una persona de gran intel·ligència, ja que la ciència espacial es considera una pràctica que requereix una gran habilitat mental, especialment tècnica i matemàtica. El terme s'usa irònicament a l'expressió anglesa "It's not rocket science" per indicar que una tasca és simple. Estrictament parlant, l'ús de "ciència" a "ciència de coets" és un nom inapropiat, ja que la ciència es tracta de comprendre els orígens, la naturalesa i el comportament de l'univers; l'enginyeria tracta sobre l'ús de principis científics i d'enginyeria per resoldre problemes i desenvolupar noves tecnologies. La versió més etimològicament correcta d'aquesta frase seria "enginyer de coets". No obstant això, "ciència" i "enginyeria" sovint s'usen incorrectament com a sinònims.